# Vittoria (partito politico)
Il Movimento Patriottico Democratico – Vittoria  (in greco Δημοκρατικό Πατριωτικό Κίνημα – Νίκη?, Dimokratikó Patriotikó Kínima – Níki) è un partito politico greco che opera nello spazio conservatore e sottolinea l'impegno verso l'istruzione e la famiglia. È stata fondata dall'educatore Dimitris Natsios nel 2019.
Le sue principali posizioni programmatiche sono definite come il trittico "Fede, nazione, famiglia", la radicale riforma dell'istruzione, il cambiamento del sistema per l'acquisizione della cittadinanza greca da parte di immigrati e rifugiati, la separazione dei partiti statali, l'adozione di misure per risolvere il problema demografico nonché il sostegno economico a chi ha più figli e il sostegno alla famiglia tradizionale.

## Risultati elettorali
| Elezione                 | Voti    | %    | Seggi    |
| ------------------------ | ------- | ---- | -------- |
| Parlamentari maggio 2023 | 172.208 | 2,92 | 0 / 300  |
| Parlamentari giugno 2023 | 192.158 | 3,69 | 10 / 300 |
| Europee 2024             | 275.822 | 4,37 | 1 / 21   |